# 夢洲中

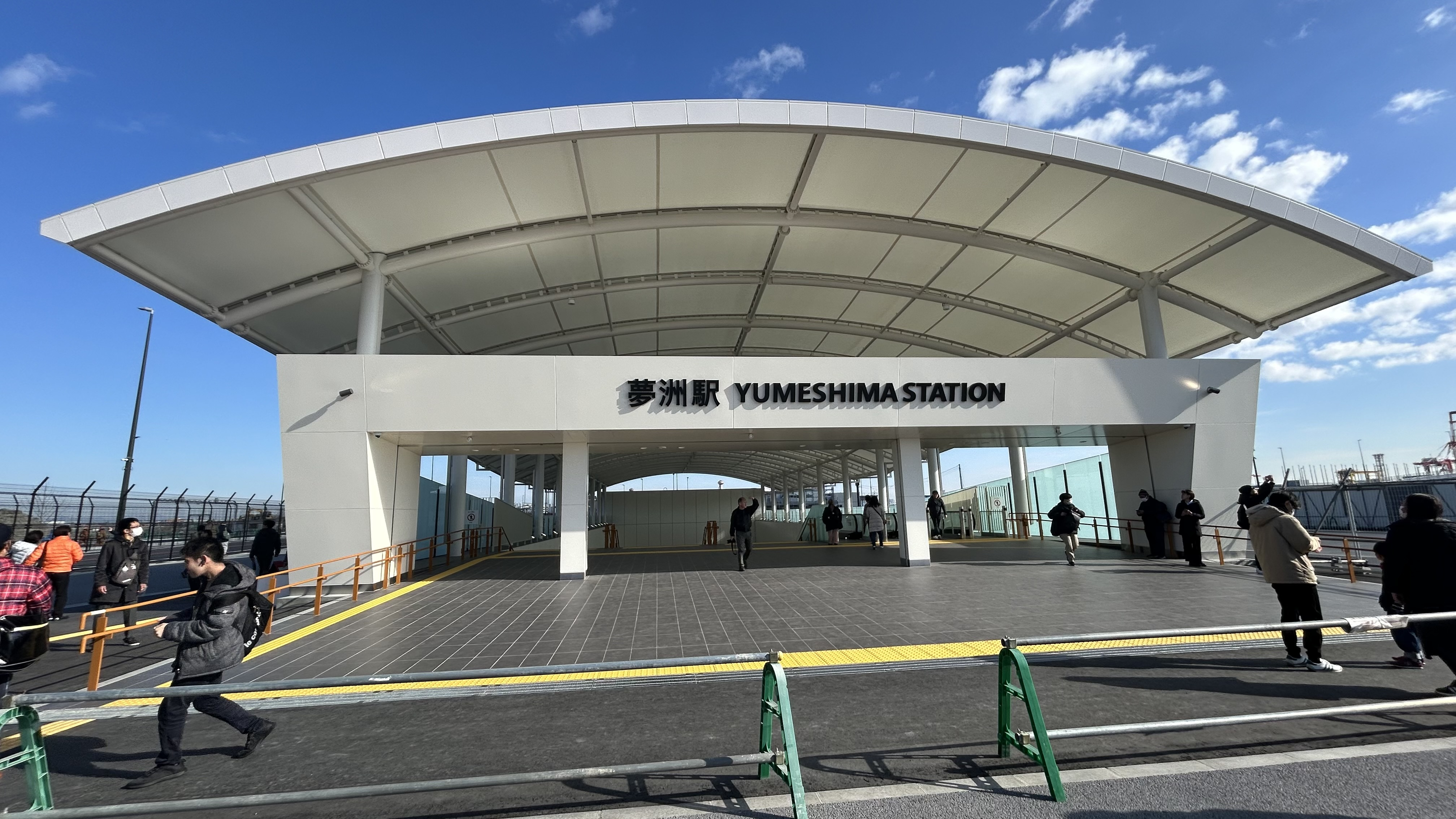
夢洲駅

夢洲中（ゆめしまなか）は、大阪府大阪市此花区夢洲にある町丁。郵便番号は554-0044。

## 地理
東は夢洲東、西は夢洲東、北は北港緑地と隣接している。南は海に接している。

## 交通

### 鉄道
- Osaka Metro中央線
  - 夢洲駅

### バス
バスは走っていない。